# Villarmide
Villarmide (llamada oficialmente O Salvador de Vilarmide) es una parroquia y una aldea española del municipio de Puente Nuevo, en la provincia de Lugo, Galicia.

## Otras denominaciones
La parroquia también es conocida por el nombre de El Salvador de Villarmide.

## Organización territorial
La parroquia está formada por tres entidades de población:
- Navallo (O Navallo)
- Villarmide (Vilarmide)
- Villarmirón (Vilarmirón)

## Demografía

### Parroquia
| Gráfica de evolución demográfica de Villarmide (parroquia) entre 2000 y 2020 |
|                                                                              |
| Datos según el nomenclátor publicado por el INE.                             |

### Aldea
| Gráfica de evolución demográfica de Villarmide (aldea) entre 2000 y 2020 |
|                                                                          |
| Datos según el nomenclátor publicado por el INE.                         |